# Beda Venerabilis' paascyclus
In AD 616 breidde een anonymus Dionysius Exiguus’ Paastabel uit tot een paastabel voor de jaren 532 tot en met 721, die omstreeks het jaar 650 werd aanvaard door de kerk van Rome. De Engelse monnik en historicus Beda Venerabilis publiceerde in AD 725 een nieuwe uitbreiding van Dionysius Exiguus’ Paastabel tot een paastabel die een 532-jarige Paascyclus bevat op basis van een Metonische 19-jarige maancyclus. Met de aanvaarding van Beda Venerabilis’ Paastabel door de kerken in Brittannië en Ierland en in het Frankische koninkrijk in de loop van de achtste eeuw en door de kerk van Rome omstreeks AD 800 werden alle toekomstige juliaanse kalenderdata van Paaszondag definitief en ondubbelzinnig vastgelegd. 

## bronnen
- Faith Wallis, Bede: The Reckoning of Time (Liverpool University Press 2004)